# 渡辺俊之
渡辺 俊之（わたなべ としゆき、1944年11月30日 - ）は埼玉県出身の公認会計士・税理士。

## 略歴
1968年早稲田大学商学部卒業後、1975年まで監査法人に勤務。同年に独立開業し、渡辺公認会計士事務所を設立。1984年に「優和公認会計士共同事務所」を設立発起し、1994年、理事長に就任（その後、優和会 計人グループとして発展し、現在70人が所属）。2004年には、優和公認会計士共同事務所の仲間と共に「税理士法人優和」を設立 し、理事長に就任。前田建設工業株式会社の社外監査役や地方公共団体の包括外部監査人、独立行政法人評価委員、政府系諮問委員会委員なども歴任している。新日本法規出版より「一般・公益社団・財務法人の実務」の編集代表を務める。東京みなとロータリークラブの会員でもある。

## テレビ出演
- テレビ朝日 ザ・スクープ[6]
- フジテレビ いきいきミドル塾　1998年2月8日放送
- テレビ朝日 お昼のワイドショー スクランブル 2007年6月28日放送

## 著者
- のびる会社のズルいお金の使い方 （ISBN 978-4344998759）
- Q&A中間法人の設立・運営の実務 （ISBN 978-4-7882-0404-1）
- Q&A公益法人の運営と会計・税務 （ISBN 978-4788248403）
- 会計リテラシーで見えないお金が見えてくる(総合法令出版)